# Microcanthus strigatus
Microcanthus strigatus är en fiskart som först beskrevs av Cuvier, 1831.  Microcanthus strigatus ingår i släktet Microcanthus och familjen Kyphosidae. Inga underarter finns listade i Catalogue of Life.